# Tatjana Gucu
Tatjana Gucu (Odesa, 5. rujna 1976.), sovjetska i ukrajinska športska gimnastičarka rumunjskog podrijetla. Osvajačica je četiri odličja, od čega dva zlatna, na Olimmpijskim igrama u Bareloni 1992., kao i pet odličja, od kojih tri zlatna na Europskom prvenstvu u Nantesu iste godine. Osvojila je i zlato i dva srebra na Svjetskom prvenstvu u Indianapolisu 1991. godine. Time je u svega dvije godine osvojila 12 odličja na tri velika natjecanja, što je čini jednom od najuspješnijih športskih gimnastičarki koje su se natjecale u tako kratkom vremenskom razdoblju.
Karijeru je završila nakon samo dvije godine te se odselila u Sjedinjene Države, gdje je radila kao gimnastička trenerica u Michiganu. Nastupom na Svjetskom prvenstvu 2003. u Kaliforniji pokušala se vratiti u profesionalnu seniorsku konkurenciju, ali se ni u jednoj od disciplina nije uspjela plasirati u završnicu. Nakon toga se povukla iz natjecateljske gimnastike i vratila treniranju u SAD-u.
Krajem 2017. podigla je buru u gimnastičkoj i međunarodnoj šprtskoj javnosti nakon što je optužila trofejnog bjeloruskog gimnastičara Vitalija Ščerbe za silovanje u dobi od 15 godina.